# Раваи
Равай или Раваи (тайск. ตำบลราไวย์) — тамбон (подрайоон, округ) в Столичном ампхе Пхукет, провинция Пхукет, Таиланд. Район расположен южной оконечности острова Пхукет. Район застроен жилыми домами и виллами, и является туристическим, но гостиниц и отелей в нем меньше, чем в соседних тамбонах Патонг или Карон. 
Северная часть Раваи известна как Хат Миттрапхап (หาดมิตรภาพ) и имеет несколько пляжей, а южная часть представляет собой городской район и порт под названием Лаем Ка (แหลมกา).

## География
Район расположен южной оконечности острова Пхукет. На севере граничит с тамбоном Чалон, на западе — с тамбоном Карон, на юго-западе — омывается водами залива Мам Нок (อ่าวมุมนอก), на юго-востоке — водами залива Раваи, на востоке — водами залива Чалонг (อ่าวฉลอง). В границах района расположено озеро Най Харн, рядом с одноимённом пляжем. 
Пляжи:
- Раваи — малопривлекательный для туристов пляж в скалистой бухте Лаем Ка (แหลมกา) на восточном побережье района, так как он не пригоден для купания, имеет каменистое дно, в нем швартуются рыбацкие лодки, он слишком пологий и сильно подвержен приливам и отливам[3].
- Най Харн (หาดในหาน, Hat Nai Han) — популярный у туристов песчаный пляж на западном побережье района.
- Януи (หาดยะนุ้ย, Hat Ya Nui) — небольшой песчаный пляж на западном побережье района.

Достопримечательности:
- Музей морских раковин Пхукета (พิพิธภัณฑ์เปลือกหอยภูเก็)
- Ват Ко Си Ре .Буддистский храм